# マルティン・ブランデンブルク
マルティン・ブランデンブルク（Martin Brandenburg、1870年5月9日 - 1935年9月28日）はドイツの画家、イラストレータである。「印象派」、「象徴主義」の画家の一人とされる。

## 略歴
プロイセン王国の（現在はポーランドの）ポズナンに生まれた。1889年から1892年の間、ベルリンの美術アカデミーで学び、1894年から1895年の間はパリで修行した。1895年にベルリンの画商、フリッツ・グルリットの開いた展覧会に出展して知られるようになった。
「ベルリン分離派」の母体となった画家のグループ、「11人協会」に1897年から属し、1898年に「ベルリン分離派」に合流した。比較的故郷の近い画家、ハンス・バルシェックと親しくなり、二人展を開いた。1908年から1918年の間、彫刻家のアルトゥール・レヴィン＝フィンケ(Arthur Lewin-Funcke)が創立した美術学校(Studienateliers für Malerei und Plastik)で教えた。この学校で学んだ学生にはテキスタイルアーティストのアンニ・アルバースや南アフリカの画家、イルマ・スターンがいる。
風景画、幻想的な人物を配した情景を描いた。

## 作品

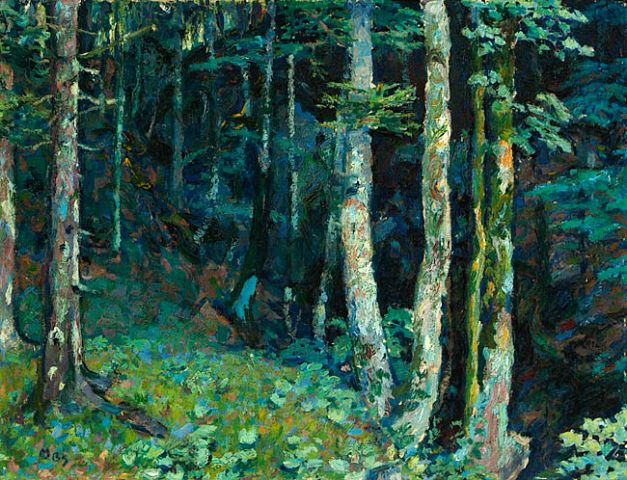
『Waldinneres』(1919)
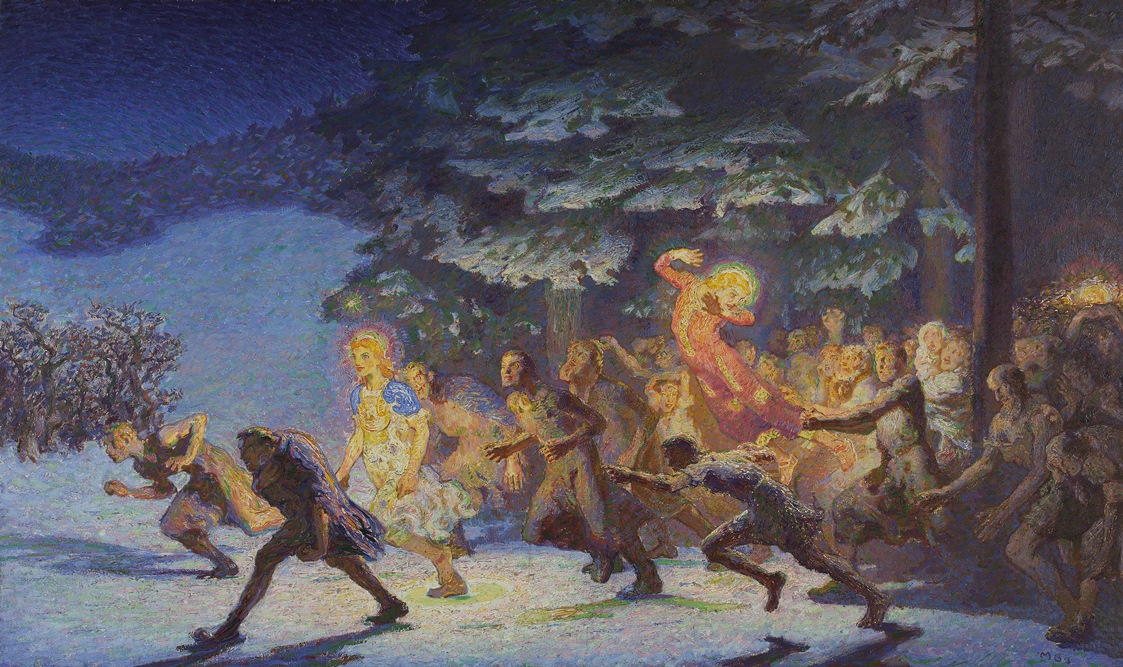
『良いしらせ』(1910)
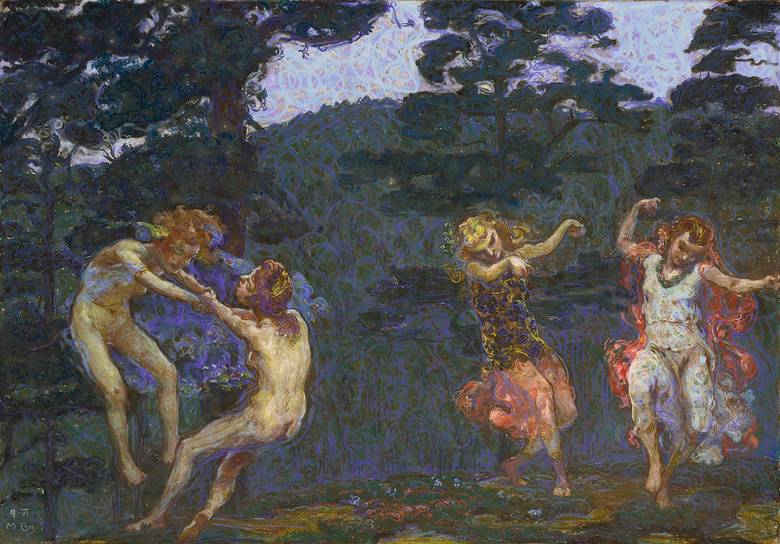
『妖精の輪舞（Elfenreigen）』